# 1988 Delores
1988 Delores este un asteroid din centura principală, descoperit pe 28 septembrie 1952 de Goethe Link Obs..